# Podossomo
Podossomos são estruturas cônicas ricas em actina encontradas na superfície externa da membrana plasmática das células animais. Seu tamanho varia de aproximadamente 0,5 µm a 2,0 µm de diâmetro. Embora geralmente situadas na periferia da membrana celular, essas estruturas únicas apresentam um padrão polarizado de distribuição nas células em migração, situadas na borda frontal entre o lamelipódio e o lamelo. Seu objetivo principal está relacionado à motilidade e invasão celular; portanto, servem como locais de fixação e degradação ao longo da matriz extracelular. Muitas células especializadas diferentes exibem essas estruturas dinâmicas, como células cancerígenas invasivas, osteoclastos, células musculares lisas vasculares, células endoteliais e certas células do sistema imunológico, como macrófagos e células dendríticas.

## História
No início da década de 1980, fibroblastos de embriões de galinha foram transformados usando o vírus do sarcoma de Rous (VSR) contendo o oncogene v-src. Esta transformação provocou a relocalização de vinculina e α-actina no citoesqueleto a partir de aderências focais formando aglomerados circulares. Mais tarde, em 1985, foi demonstrado, usando as mesmas células, que esses aglomerados de proteínas estavam localizados em saliências na membrana plasmática ventral, eram locais de adesão ao substrato; portanto, essas estruturas foram denominadas podossomos, indicando seu caráter semelhante a um pé nas células. Em 1989, foi demonstrado que estes podossomos desempenhavam um papel na degradação da matriz. Para refletir esta natureza destrutiva recentemente descoberta, essas estruturas dinâmicas foram chamadas invadopódios.
Como ambos os termos invadopódios e podossomos foram inicialmente usados para referenciar estruturas idênticas em linhagens celulares idênticas, existe confusão sobre a nomenclatura. Normalmente, quando estas estruturas são encontradas em células normais, são referidas como podossomos, e quando em células cancerígenas, invadopódios.